# Hans Ludvig Kottmeier
Hans Ludvig Kottmeier, född 15 november 1903 i Malmö Sankt Pauli församling, Malmöhus län, död 31 mars 1982 i Täby församling, Stockholms län, var en svensk läkare. 

## Biografi
Kottmeier avlade studentexamen i Djursholm 1922. Han blev medicine kandidat 1926, medicine licentiat 29 april 1932 och medicine doktor 1947 vid Karolinska Institutet i Stockholm. Kottmeier var docent i obstetrik och gynekologi där 1947–1970. Han innehade underläkarförordnanden 1931–1937, blev biträdande läkare vid gynekologiska avdelningen på Radiumhemmet 1938 och var överläkare där 1948–1969. 
Kottmeier var gästprofessor i USA 1951 och 1971, ordförande för Svensk gynekologisk förening 1955–1961, International Federation of Gynecology and Obstetrics cancerkommitté och Cancerföreningen i Stockholm. Han tilldelades professors namn 1963. Han var hedersledamot av American College of Surgeons och andra utländska sällskap. Han författade skrifter i obstetrik, gynekologi, patologi och gynekologisk radiologi.

## Familj
Hans Ludvig Kottmeier gifte sig 1934 med Elsa Fredholm. De fick två söner, varav den ena dog i barndomen. Han gifte senare om sig med Gurli Elsa Ingegerd Baude (född 26 april 1908 i Stockholm) den 28 november 1947. Paret adopterade en dotter.

## Utmärkelser
- Riddare av Kungl. Nordstjärneorden, 1954.[5]
- Professors namn, 1963.